# Montres Breguet

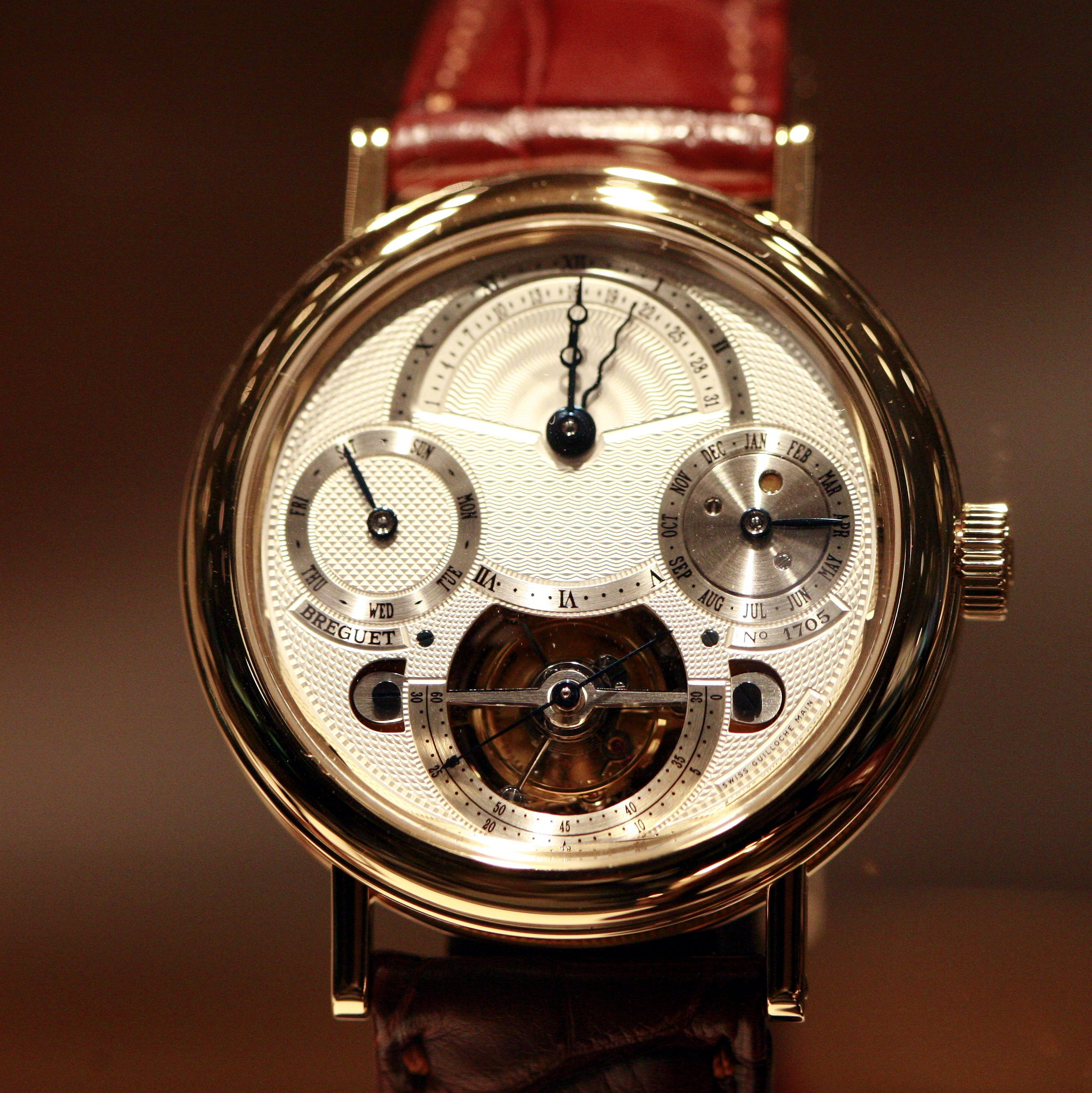
Breguet Tourbillon Master Retrogarde

Montres Breguet S.A. – szwajcarski producent ekskluzywnych zegarków. Przedsiębiorstwo utworzone zostało przez Abrahama-Louisa Bregueta w Paryżu w 1775 roku, co czyni je jednym z najstarszych manufaktur produkujących zegarki.
Przedsiębiorstwo wprowadziło wiele innowacji w świat zegarków mechanicznych, które do dziś są stosowane przez wszystkie liczące się manufaktury zegarmistrzowskie. Do najbardziej znanych rozwiązań należy wynalezienie przez Abrahama Louisa Bregueta mechanizmu tourbillon.
Przedsiębiorstwo przez lata było manufakturą francuską, jednak w 1976 roku przeniosło swoją siedzibę do Valee de Joux (dolina zegarków), gdzie odtąd produkowane są ich zegarki. Przedsiębiorstwo wyróżnia się jedną z najmniejszych produkcji na świecie wśród producentów ekskluzywnych zegarków, gdyż rocznie fabrykę opuszcza jedynie 18 tysięcy zegarków.
Obecnie jest częścią Swatch Group.
Breguet ostatnio wprowadził linię materiałów piśmiennych jako hołd złożony pisarzom, którzy wymieniali lub prezentowali zegarki Breguet w swoich pracach.

## Historia

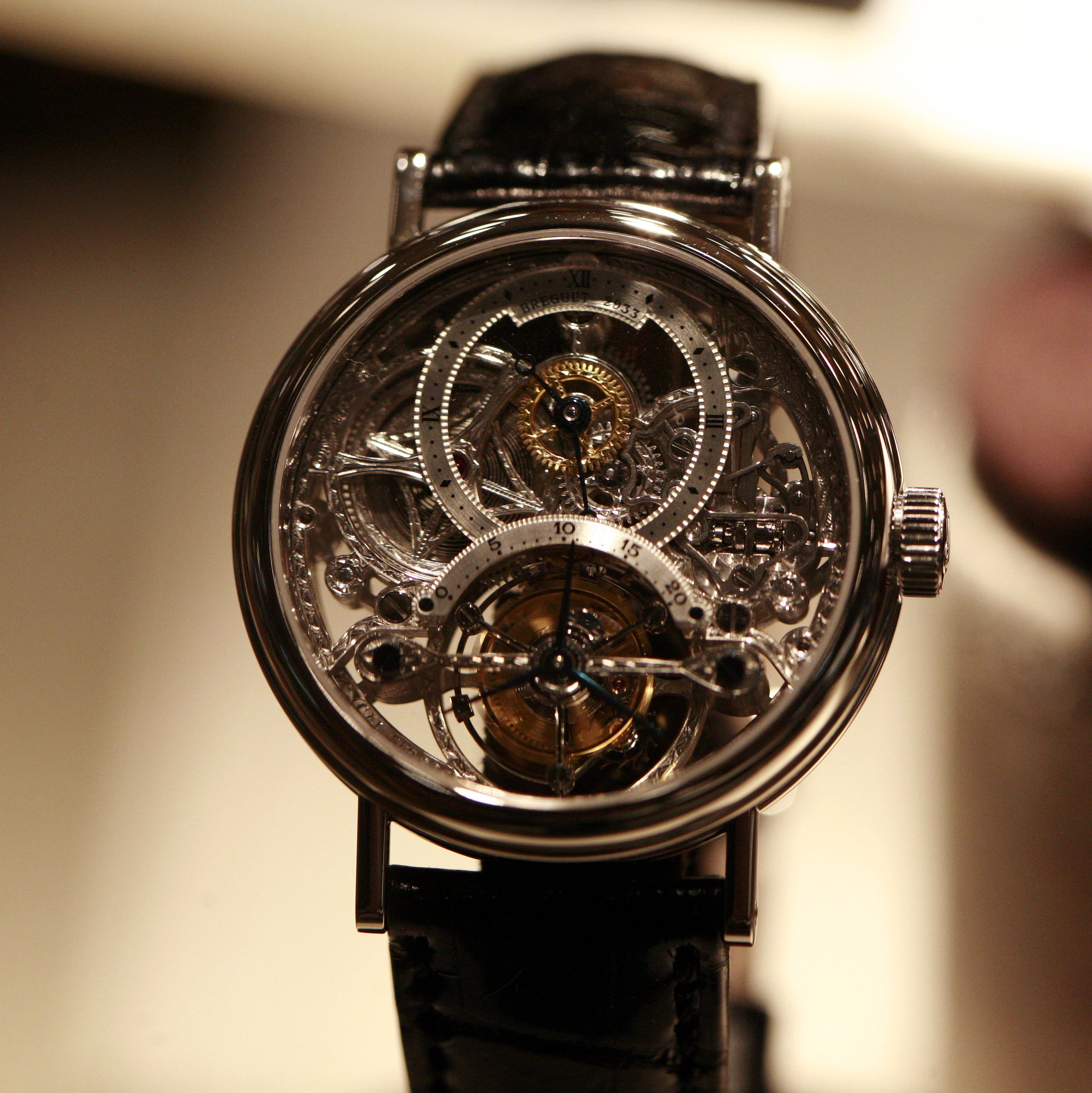
Breguet Grande Complication Tourbillon

- 1775 – Założenie w Paryżu przez A. L. Breguet
- 1780 – Wyprodukowanie pierwszego zegarka z automatycznym naciągiem
- 1790 – Wynalezienie mechanizmu antywstrząsowego, „Para-chute”
- 1795
  - Zbudowanie zegara z wiecznym kalendarzem
  - Wynalezienie Włosa Breguetowskiego
- 1798 – wychwyt kotwicowy z podzieloną powierzchnią impulsu, zwany breguetowskim.
- 1801 – Opatentowanie tourbillona
- 1823 – Śmierć założyciela firmy A. L. Bregueta
- 1976 – przeniesienie siedziby firmy do Valee de Joux w Szwajcarii
- 1999 – Przejęcie firmy przez Swatch Group

## Znani posiadacze zegarków Breguet
- Maria Antonina, królowa Francji
- Ludwik XVI, król Francji

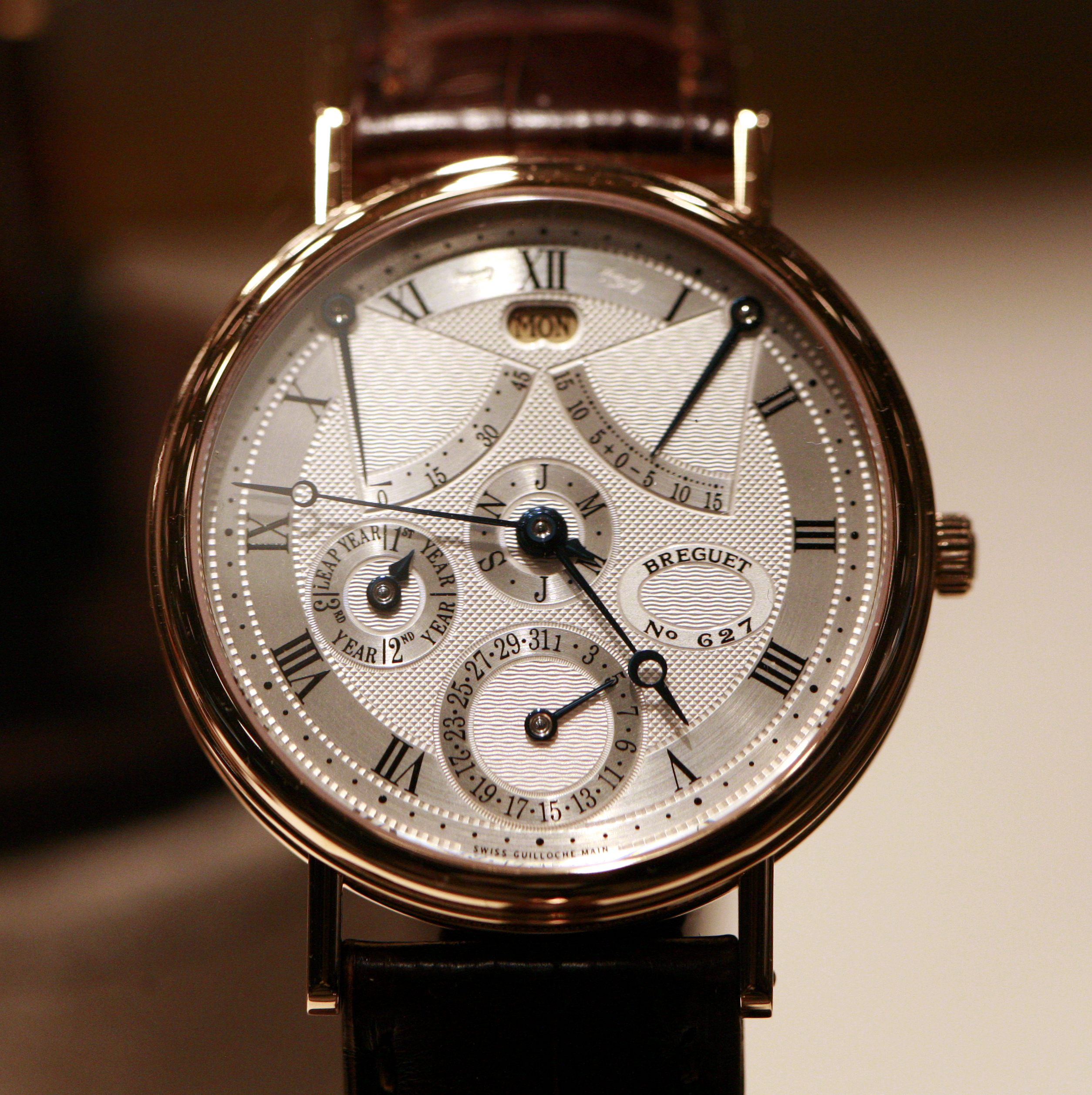
Breguet Perpetual Calendar Leap Year

- Louis Antoine de Bougainville, francuski badacz
- Napoleon Bonaparte, cesarz Francuzów
- Artur Wellesley, książę Wellington
- Talleyrand, książę Benevento
- Anna Dorota von Medem
- Dorota Maria de Talleyrand
- hrabia Axel von Fersen, szwedzki dyplomata
- Józefina de Beauharnais, francuska księżniczka
- Selim III, sułtan osmański
- Karolina Murat, królowa Neapolu
- Car Aleksander I Romanow
- George Washington, pierwszy prezydent USA
- Wiktoria, królowa Wielkiej Brytanii
- Sir Winston Churchill, premier Wielkiej Brytanii
- Artur Rubinstein, pianista
- Siergiej Rachmaninow, kompozytor
- Lola Astanowa, pianistka
- Lew Tołstoj, pisarz
- Nicolas Sarkozy, prezydent Francji
- Jan Kulczyk, polski biznesmen
- Filipp Kirkorow, rosyjski piosenkarz, niestety został mu ukradziony w Nowosybirsku
- Dmitrij Miedwiediew, prezydent Federacji Rosyjskiej